# Anthony Rougier
Anthony Leo Rougier (ur. 17 lipca 1971 w La Brea) – trynidadzko-tobagijski piłkarz występujący na pozycji napastnika.

## Kariera klubowa
W 1994 był zawodnikiem trynidadzko-tobagijskiego zespołu United Petrotrin, z którego odszedł następnie do szkockiego Raith Rovers. W sezonie 1994/1995 awansował z tym klubem z First Division do Premier Division, a także zdobył z nim Puchar Ligi Szkockiej. Po spadku Raith do First Division w sezonie 1996/1997, w lipcu 1997 odszedł do Hibernianu, z którym w edycji 1997/1998 również spadł z Premier Division.
W styczniu 1999 przeszedł do angielskiego Port Vale. W Division One zadebiutował 9 stycznia 1999 w przegranym 0:1 meczu z Birmingham City, a 21 sierpnia 1999 w przegranym 2:4 pojedynku z tym samym rywalem, strzelił swojego pierwszego gola w tych rozgrywkach. W sezonie 1999/2000 spadł z Port Vale do Division Two, po czym odszedł do również występującego w tej lidze zespołu Reading. W sezonie 2001/2002 awansował z nim do Division One. W 2003, od lutego do maja przebywał na wypożyczeniu w drużynie ligowego rywala – Brighton.
W sierpniu 2003 na zasadzie transferu definitywnego odszedł z Reading do Brentford (Division Two). Później grał też w Bristol City, chińskim Nanjing Yoyo oraz amerykańskim Rochester Raging Rhinos. W 2006 wrócił do ojczyzny, gdzie przed końcem kariery w 2011, grał w zespołach United Petrotrin, North East Stars oraz FC South End.

### Statystyki ligowe
| Rozgrywki          | Poziom | Kraj              | Kluby                            | Mecze | Gole |
| ------------------ | ------ | ----------------- | -------------------------------- | ----- | ---- |
| Premier Division   | I      | Szkocja           | Raith Rovers, Hibernian          | 72    | 5    |
| First Division     | II     | Szkocja           | Raith Rovers, Hibernian          | 19    | 1    |
| Division One       | II     | Anglia            | Port Vale, Reading, Brighton     | 77    | 13   |
| Division Two       | III    | Anglia            | Reading, Brentford, Bristol City | 104   | 9    |
| China League One   | II     | Chiny             | Nanjing Yoyo                     | 14    | 2    |
| USL First Division | II     | Stany Zjednoczone | Rochester Raging Rhinos          | 6     | 0    |

## Kariera reprezentacyjna
W reprezentacji Trynidadu i Tobago zadebiutował 29 listopada 1995 w wygranym 3:2 towarzyskim meczu z Norwegią, a 26 maja 1996 w wygranym 3:0 pojedynku Pucharu Karaibów z Surinamem strzelił swojego pierwszego gola w kadrze. Trzykrotnie wziął udział w Złotym Pucharze CONCACAF (w edycjach: 1996, 1998 oraz 2000). Od 1996 do 2005 w drużynie narodowej rozegrał 67 spotkań i zdobył pięć bramek.

### Występy na Złotym Pucharze CONCACAF
| #  | Rozgrywki                  | Data       | Przeciwnik        | Wynik | Wynik reprezentacji |
| -- | -------------------------- | ---------- | ----------------- | ----- | ------------------- |
| 1. | Złoty Puchar CONCACAF 1996 | 10.01.1996 | Salwador          | 2:3   | faza grupowa        |
| 2. | Złoty Puchar CONCACAF 1996 | 13.01.1996 | Stany Zjednoczone | 2:3   | faza grupowa        |
| 3. | Złoty Puchar CONCACAF 1998 | 01.02.1998 | Honduras          | 3:1   | faza grupowa        |
| 4. | Złoty Puchar CONCACAF 1998 | 04.02.1998 | Meksyk            | 2:4   | faza grupowa        |
| 5. | Złoty Puchar CONCACAF 2000 | 13.02.2000 | Meksyk            | 0:4   | półfinał            |
| 6. | Złoty Puchar CONCACAF 2000 | 15.02.2000 | Gwatemala         | 4:2   | półfinał            |
| 7. | Złoty Puchar CONCACAF 2000 | 20.02.2000 | Kostaryka         | 2:1   | półfinał            |
| 8. | Złoty Puchar CONCACAF 2000 | 24.02.2000 | Kanada            | 0:1   | półfinał            |